# Siły Zbrojne Sudanu Południowego
Siły Zbrojne Sudanu Południowego składają się z wojsk lądowych i sił powietrznych. Pierwotnie siłami zbrojnymi Sudanu Południowego była Ludowa Armia Wyzwolenia Sudanu (SPLA).

## Historia armii
Siły Zbrojne Sudanu Południowego zostały powołane w proklamacji niepodległości przez ten kraj 9 lipca 2011. Zwierzchnikiem sił zbrojnych jest prezydent Salva Kiir Mayardit.
Ludowa Armia Wyzwolenia Sudanu walczyła w czasie II wojny domowej w Sudanie. Po wojnie domowej SPLA zmagała się z wewnętrznymi konfliktami plemiennymi i buntami w wojsku. Dochodziło też do walk granicznych z armią Sudanu. W kwietniu 2012 wybuchła wojna pomiędzy Sudanem i Sudanem Południowym. W czasie zwycięskiej bitwy o Heglig (9-10 kwietnia 2012) Siły zbrojne Sudanu Południowego zmobilizowały 10 tys. żołnierzy.

## Skład armii
Personel armii w 2012 liczył 140 tys. ludzi. Wszyscy pełnili czynną służbę w wojsku. Armia liczyła ponad 110 czołgów T-72 i kilka T-55, 69 dział artyleryjskich, z czego 24 to działa samobieżne 122mm, 15 wyrzutni rakietowych BM-21 Grad 122mm oraz ponad 30 dział 82mm.
Siły powietrzne liczył jeden lekki samolot transportowy Beech 1900 oraz dziewięć helikopterów Mi-17 i jeden helikopter transportowy Mi-172.